# Olszowa (Cisek)
Olszowa – część wsi Cisek w Polsce, położona w województwie opolskim, w powiecie kędzierzyńsko-kozielskim, w gminie Cisek.
W latach 1975–1998 Olszowa należała administracyjnie do ówczesnego województwa opolskiego.